# Athelstan

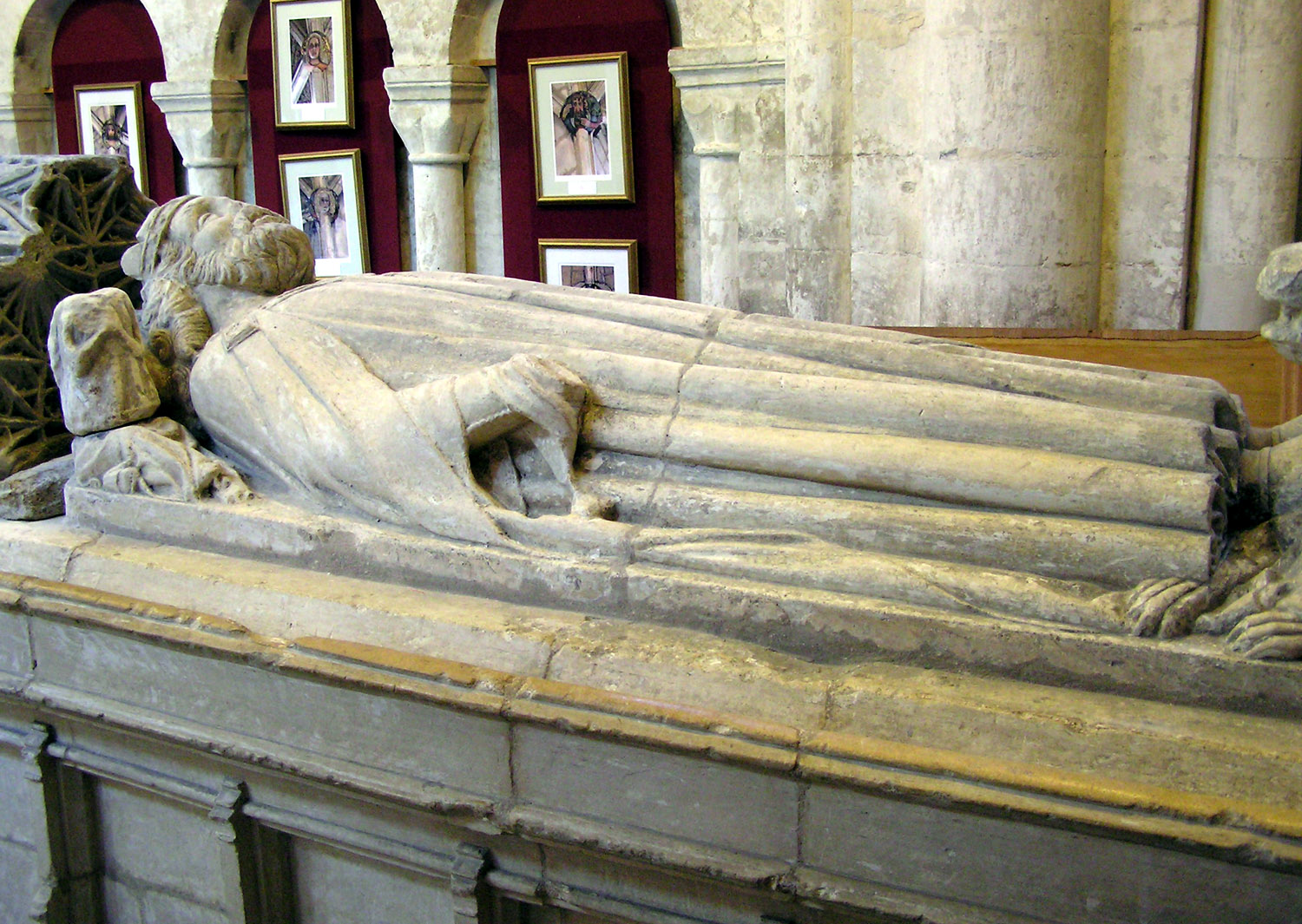
Tumba del rey Athelstan

Athelstan (también, Æþelstan, Æðelstān o Atelstán, el Glorioso) (c. 894-27 de octubre de 939) (del nórdico antiguo Aðalsteinn) fue rey de los anglosajones de 924 a 927 y rey de Inglaterra de 927 a 939. Su reinado suele ser pasado por alto por los historiadores modernos, interesados más en el de su abuelo, Alfredo el Grande, o en el de su sobrino, Edgar el Pacífico. Sin embargo, su periodo fue de importancia fundamental para el desarrollo político del siglo X.
Fue el primogénito de Eduardo el Viejo, rey de Wessex y de Egwina. Pese a que sus padres se casaron, fue declarado ilegítimo al subir su padre al trono en 899. La  baja condición social de su madre fue el motivo por la que se apartó de su lado y se casara con la que sería considerada su reina y primera esposa, Elfleda.[cita requerida]
Su padre ascendió al trono del reino de los anglosajones, formado por Alfredo, no sin dificultad. Su tía, la hermana de Eduardo, Ethelfleda, rigió Mercia Occidental en su representación después de la muerte de su marido, el ealdorman Ethelredo, en 918. A la muerte de Ethelfleda, Eduardo tomó rápidamente el control de Mercia y, a la muerte de este, Athelstan directamente reinó los reinos anglosajones al sur del estuario del Humber.
Cuando Eduardo murió en julio de 924, Æthelstan fue aceptado como rey por Mercia. Su hermanastro Ælfweard pudo haber sido reconocido como rey en Wessex, pero murió a las tres semanas de la muerte de su padre. Æthelstan encontró resistencia en Wessex durante varios meses, y no fue coronado hasta septiembre de 925. En 927, conquistó el último reino vikingo que quedaba, York, lo que le convirtió en el primer gobernante anglosajón de toda Inglaterra. En 934, invadió Escocia y obligó a Constantino II a someterse a él. El gobierno de Æthelstan fue resentido por los escoceses y los vikingos, y en 937 invadieron Inglaterra. Æthelstan los derrotó en la batalla de Brunanburh, una victoria que le dio gran prestigio tanto en las islas británicas como en el continente. Tras su muerte en 939, los vikingos retomaron el control de York, que no fue reconquistada definitivamente hasta 954.
Æthelstan centralizó el gobierno; aumentó el control sobre la producción de charters y convocó a figuras destacadas de zonas distantes a sus consejos. A estas reuniones asistían también gobernantes de fuera de su territorio, especialmente reyes galeses, que reconocían así su señorío. De su reinado se conservan más textos legales que de ningún otro rey inglés del siglo X. En ellos se muestra su preocupación por los robos generalizados. Muestran su preocupación por los robos generalizados y la amenaza que suponían para el orden social. Sus reformas legales se basaron en las de su abuelo, Alfredo el Grande. Æthelstan fue uno de los reyes sajones occidentales más piadosos, conocido por coleccionar reliquias y fundar iglesias. Su casa fue el centro del saber inglés durante su reinado y sentó las bases de la Reforma monástica benedictina de finales de siglo. Ningún otro rey de Sajonia Occidental desempeñó un papel tan importante en la política europea como Æthelstan, y concertó los matrimonios de varias de sus hermanas con gobernantes continentales.

## Reinado

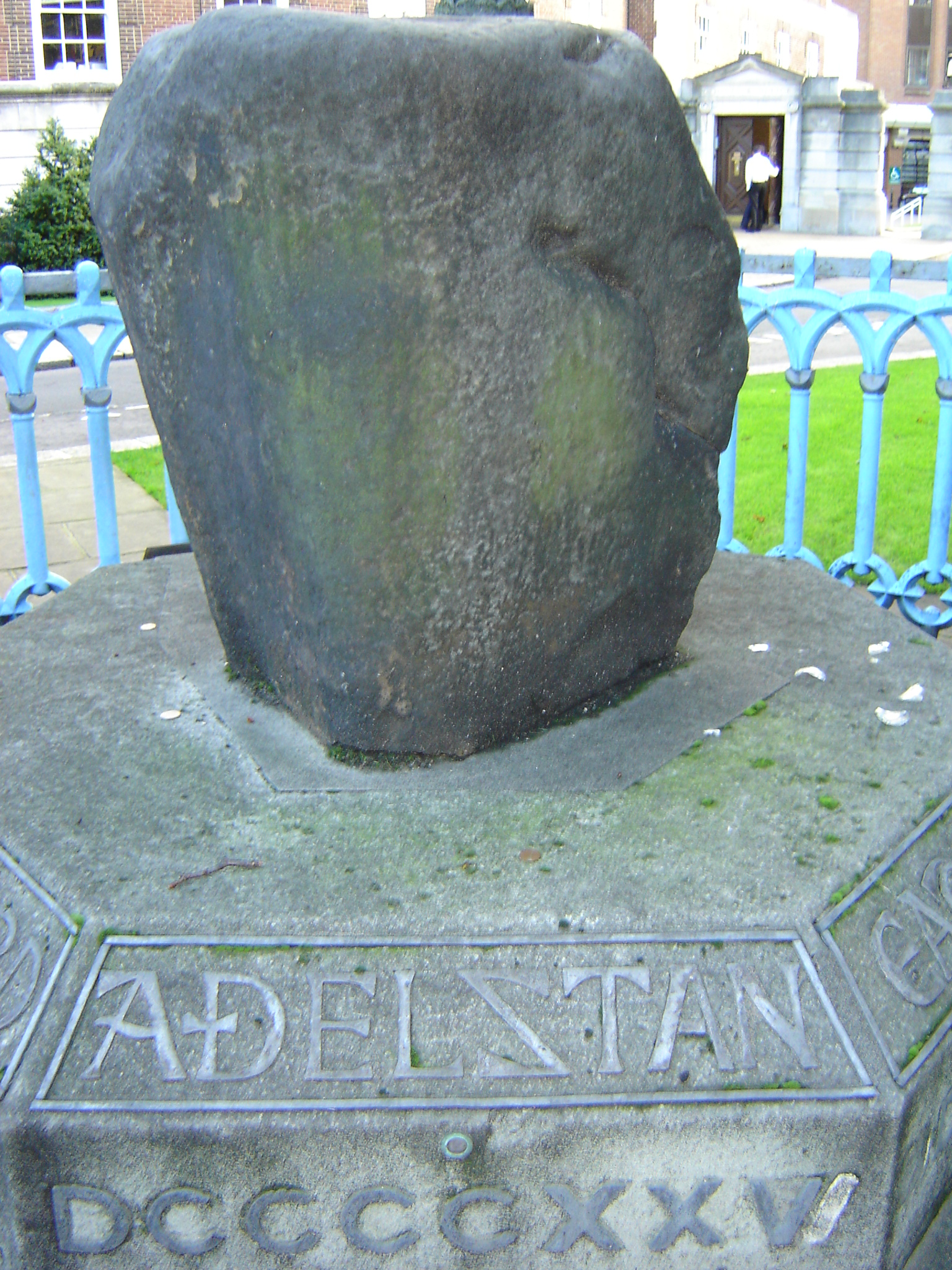
Piedra de coronación sajona en Kingston upon Thames, que muestra el nombre de Athelstan.

Habiendo sido criado en el reino de Mercia por orden de su padre, como una forma de conseguir la lealtad de este rebelde país a la dinastía cérdica, y a la muerte de este (17 de julio de 924), fue aclamado de inmediato rey de Mercia.[cita requerida]
Al morir su medio hermano, el rey Ethelweard, después de tan solo 16 días de reinado —al parecer asesinado por orden suya—, el 2 de agosto de 924, la Witan lo eligió como el nuevo soberano, y fue coronado en Kingston upon Thames el 4 de septiembre de 925.
Durante su reinado demostró ser un consumado diplomático, y prefirió las alianzas a la guerra. El 30 de enero de 926 casó a su hermana Edith con Sihtric ua Ímair, rey vikingo de Jórvik y de Northumbria. Sin embargo, Sihtric muere al año siguiente (927) y Athelstan aprovecha la oportunidad para anexionarse Northumbria. Esto lo convierte en el rey sajón con la mayor extensión territorial hasta entonces; por esta razón, los demás reyes británicos se sometieron a su mando en Bamburgh. En la Crónica anglosajona se describe cómo cada uno de los reyes se inclina ante su supremo líder: "Primero Hywel, rey de Cornualles, y luego Constantino II, rey de Escocia, y Owain, rey de Gwent, y luego Ealdred de Bamburgh". El cronista Guillermo de Malmesbury añade al rey Owain de Strahtclyde entre los reyes sometidos.
Se registran otros eventos similares en las marcas occidentales del dominio de Athelstan. Según Guillermo de Malmesbury, había sometido a los reyes del norte de Bretaña (lo que implica Gales) en Hereford, donde exigió un fuerte tributo. La realidad de su influencia sobre Gales es subrayada en el poema galés Armes Prydein Fawr y por la aparición de los reyes galeses como subreguli en las cartas de 'Αthelstan A'. En forma similar, dirigió Gales del Oeste (o sea Cornualles) fuera de Exeter y estableció la frontera entre Inglaterra y Cornualles a lo largo del río Tamar.
Athelstan es considerado como el primer rey inglés de facto. Alcanzó éxitos militares considerables sobre sus rivales, incluyendo a los vikingos, y extendió su dominio a partes de Gales y de Cornualles. Su victoria más grande, sobre una alianza enemiga que incluía a Constantino II de Escocia, fue la batalla de Brunanburh, en el otoño de 937.
Aunque estableció muchas alianzas a través de los matrimonios de sus medio hermanas con casas reales de Europa, nunca se casó ni tuvo descendencia. Sin embargo, crio como a su propio hijo a Haakon el Bueno, más tarde rey de Noruega.
Murió en su palacio de Gloucester el 27 de octubre de 939, a los 44 años de edad, siendo sepultado en la abadía de Malmesbury, en Wiltshire. No hay nada en la tumba bajo la estatua, ya que las reliquias del rey probablemente se perdieron en la Disolución de los monasterios de 1539. Los restos pueden haber sido destruidos por los comisionados del rey o haber sido escondidos antes de que llegaran dichos comisionados.
Bajo su mandato se hizo el conocido Salterio de Athelstan, hoy conservado en la Biblioteca Británica bajo el topográfico Cotton MS Galba A XVIII.

### Batalla de Brunanburh
En 934 Olaf Guthfrithson sucedió a su padre Guthfrith como rey nórdico de Dublín. La alianza entre nórdicos y escoceses se consolidó con el matrimonio de Olaf con la hija de Constantino. En agosto de 937, Olaf había derrotado a sus rivales por el control de la parte vikinga de Irlanda y se lanzó a la conquista del antiguo reino nórdico de York. Por separado, Olaf y Constantino eran demasiado débiles para oponerse a Æthelstan, pero juntos podían aspirar a desafiar el dominio de Wessex. En otoño se unieron a los britanos de Strathclyde bajo el mando de Owain para invadir Inglaterra. Las campañas medievales se desarrollaban normalmente en verano, y Æthelstan difícilmente podía esperar una invasión a tan gran escala tan avanzado el año. Parece que tardó en reaccionar, y un antiguo poema latino conservado por Guillermo de Malmesbury le acusaba de haber «languidecido en un ocio perezoso». Los aliados saquearon el territorio inglés mientras Æthelstan se tomaba su tiempo para reunir un ejército sajón occidental y mercio. Sin embargo, Michael Wood alaba su cautela, argumentando que, a diferencia de Harold en 1066, no se dejó provocar para actuar precipitadamente. Cuando marchó hacia el norte, los galeses no se le unieron y no lucharon en ninguno de los bandos.
Los dos bandos se enfrentaron en la batalla de Brunanburh, que se saldó con una aplastante victoria de Æthelstan, apoyado por su joven hermanastro, el futuro rey Edmund. Olaf escapó de vuelta a Dublín con lo que quedaba de sus fuerzas, mientras que Constantino perdió un hijo. Los ingleses también sufrieron grandes pérdidas, incluidos dos primos de Æthelstan, hijos del hermano menor de Eduardo el Viejo, Æthelweard. 
La batalla fue relatada en los Anales del Ulster:
Una gran, lamentable y horrible batalla se libró cruelmente entre los sajones y los norteños, en la que varios miles de norteños, que no se cuentan, cayeron, pero su rey Amlaib [Olaf], escapó con unos pocos seguidores. Un gran número de sajones cayeron en el otro bando, pero Æthelstan, rey de los sajones, disfrutó de una gran victoria.
Una generación después, el cronista Æthelweard informó de que era recordada popularmente como «la gran batalla», y selló la reputación póstuma de Æthelstan como «victorioso gracias a Dios» (en palabras del homilista Ælfric de Eynsham). La Crónica anglosajona abandonó su habitual estilo lacónico en favor de un poema heroico en el que se alardea de la gran victoria, empleando un lenguaje imperial para presentar a Æthelstan como gobernante de un imperio de Britania. El lugar de la batalla es incierto, sin embargo, y se han sugerido más de treinta lugares, siendo Bromborough en la Wirral el más favorecido entre los historiadores. 
Los historiadores discrepan sobre la importancia de la batalla. Alex Woolf la describe como una «victoria pírrica» para Æthelstan: la campaña parece haber terminado en tablas, su poder parece haber declinado, y tras su muerte Olaf accedió al reino de Northumbria sin resistencia. Alfred Smyth la describe como «la mayor batalla de la historia anglosajona», pero también afirma que se han exagerado sus consecuencias más allá del reinado de Æthelstan. En opinión de Sarah Foot, en cambio, sería difícil exagerar la importancia de la batalla: si los anglosajones hubieran sido derrotados, su hegemonía sobre toda Gran Bretaña continental se habría desintegrado.

## Administración y leyes
A medida que su reino crecía, Athelstan se impuso nuevos desafíos con respecto a su administración. Hacia fines de su reinado se sabe de otro Athelstan, llamado 'medio rey', que fue ealdorman para la mayor parte de la Mercia Oriental y Anglia del Este. Ian Walker ha planteado que, a medida que se incrementaba el poder de Athelstan, la extensión de la regencia del siguiente nivel de la aristocracia también debía crecer. Todo esto apunta a una mayor estratificación de la sociedad anglosajona, desarrollo que es posible examinar desde los tiempos iniciales anglosajones hasta la conquista normanda y más allá.
Un gran número de códigos legislativos se crearon durante su reinado. Examinar cada uno de ellos en detalle tomaría mucho tiempo, pero se pueden resumir dos puntos de vista sobre ellos: Patrick Wormald afirma que la ley escrita tenía poco uso práctico en la Inglaterra anglosajona, que había poca homogeneidad entre las leyes y que la naturaleza esporádica de ellas indicaba un sistema poco coherente basado en la ley escrita. Mientras que Simon Keynes ha argumentado que existe un patrón en las leyes del reino de Athelstan y que estas son evidencia "no de cualquier actitud casual hacia la publicación o registro de la ley, sino todo lo contrario".

## Athelstan y los galeses
El reinado de Athelstan marca un hito en las esporádicamente inquietas relaciones entre anglosajones y galeses.
Según Asser, un monje de San David, Dyfed, varios reinos de Gales se sometieron a Alfredo (incluyendo aquellos que habrían sido regidos por los hijos de Rhodri Mawr). No se registran batallas entre los ingleses y galeses durante el reinado de Athelstan, pero algunas cartas indican que los reyes galeses asistían a su corte, posiblemente al ir con él en campaña.
D. P. Kirby argumenta que Athelstan reprimía a los reyes galeses, manteniéndolos cerca para tener su lealtad. Aún más, es posible que algunos de ellos, particularmente Hywel Dda, resultaran beneficiados con esta relación. Hywel habría sido influenciado por ideas inglesas de la soberanía; él es el primer rey galés que se asocia con un código mayor de ley galesa y una moneda, acuñada en Chester, lleva su nombre.

## Contactos extranjeros

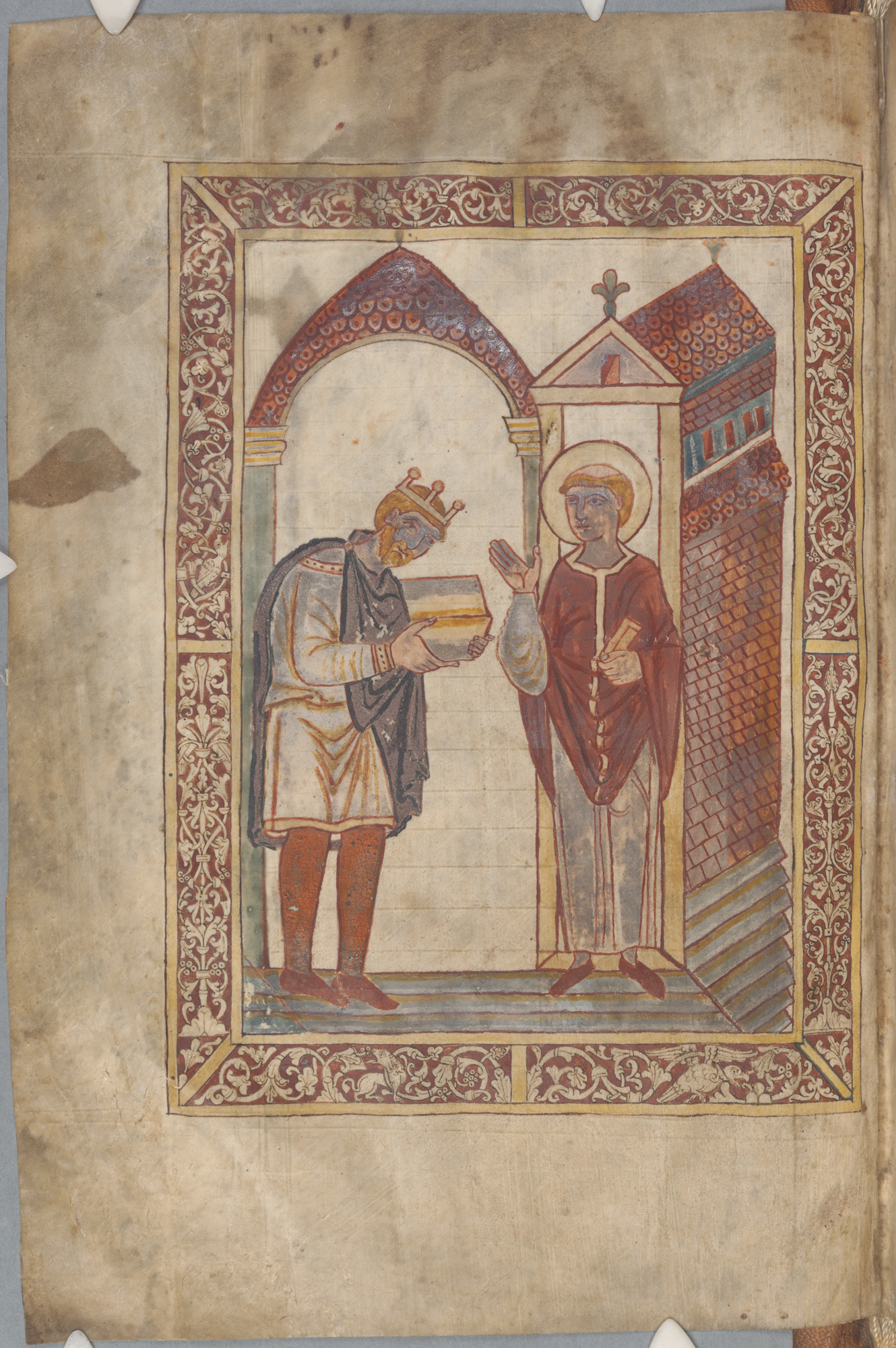
Página del manuscruito iluminado de La Vida de San Cutberto,
de Beda el Venerable, copiado en tiempos de Athelstan.
Muestra al rey Athelstan presentando el trabajo al Beda. ca. 930.
Corpus Christi College, Cambridge.

Como las de sus predecesores, la corte de Athelstan estaba en contacto con el resto de Europa. Sus medio hermanas se casaron con familias de la nobleza europea. Edith desposó al futuro emperador Otón I del Sacro Imperio Romano Germánico, hijo de Enrique I el Pajarero y otra contrajo matrimonio con Egill Skallagrímsson, el inspirador de la islandesa saga de Egil.
Alano II, duque de Bretaña, y Haakon, hijo de Haraldo de Noruega, fueron acogidos en la corte de Athelstan y dieron un hogar a Luis, el hijo exiliado de Carlos el Calvo.
Athelstan puede haber considerado su reinado en forma imperial: el estilo basileus se basa en sus cartas, mientras que es el primer rey en llevar el título de r[ex] tot[ius] B[ritanniae].
Según Guillermo de Malmesbury, reliquias como la espada del emperador Constantino I de Roma y la lanza de Carlomagno (primer emperador del Sacro Imperio Romano Germánico) llegaron a Athelstan, sugiriendo que él estaba relacionado de alguna forma con grandes regentes del pasado.
Aunque estableció varias alianzas a través de su familia, no tuvo hijos propios.
Athelstan era religioso y realizó importantes donaciones a la iglesia de Wessex. A su muerte en 939 en Gloucester fue enterrado en su abadía preferida (Malmesbury) en vez de con su familia en Winchester. Aunque su tumba aún se encuentra allí, su cuerpo se perdió hace décadas.
En Malmesbury, su nombre continúa vivo en los siglos XX y XXI, en muchas cosas, desde una empresa de autobuses hasta una tienda de artículos de segunda mano, así como en varias avenidas y calles.
Le sucedió su medio hermano menor, el rey Edmundo de Inglaterra.

## En la Ficción
Athelstan es interpretado por Harry Gilby en la quinta temporada "The Last Kingdom" y en la película "Seven Kings Must Die" (2023)